# Casper Fredrik von Gröninger
Casper Fredrik von Gröninger, född 18 juli 1687, död 2 april 1771 i Trehörna församling, Östergötlands län, var en svensk militär.

## Biografi
Casper Fredrik von Gröninger föddes 1687. Han var son till överstelöjtnanten Johan Fredrik von Gröninger vid Västra skånska infanteriregementet och Maria Ehrencrantz. von Gröninger blev 1702 volontär vid Drottningens livregemente till fots, 1704 underofficer, 9 februari 1705 fänrik, 21 oktober 1710 löjtnant och 13 mars 1712 kapten vid Östra skånska regementet, men konfirmerad fullmakt 25 april 1715. Han fick 26 juni 1722 majors karaktär och blev 3 juni 1729 kapten vid Malmö garnisonregemente. von Gröninger blev 13 oktober 1739 major och fick 13 oktober 1739 avsked som överstelöjtnant. Utnämndes 4 december 1751 till RSO. von Gröninger avled 1771 på Trehörna säteri i Trehörna socken.

### Egendom
von Gröninger ägde Trehörna säteri i Trehörna socken.

### Familj
von Gröninger gifte sig första gången 10 mars 1723 på Vik i Lekeryds socken med Anna Margareta Ribbing (1687–1729), dotter till översten Lennart Ribbing och Christina Ribbing. De fick tillsammans barnen Christina Maria von Gröninger (1723–1796) som var gift med assessorn Erik Ernst von Snoilsky, krigsrådet Johan Leonard von Gröninger (1724–1813), Casper Gustaf von Gröninger (1726–1727), Charlotta Fredrika von Gröninger (1728–1772) och Anna Elisabet von Gröninger (1729–1729).
von Gröninger gifte sig andra gången 14 januari 1735 på Kölja i Älvestads socken med Metta Christina Roxendorff (1693–1771), dotter till kaptenen Johan Baltzar Roxendorff och Metta Braun. De fick tillsammans kaptenen Carl Fredrik von Gröninger (1737–1788) vid Upplands regemente.